# Grainau
Grainau is een gemeente in de Duitse deelstaat Beieren, en maakt deel uit van het Landkreis Garmisch-Partenkirchen.
Grainau telt 3.443 inwoners. Grainau is gelegen aan de voet van de Zugspitze.

## Geboren
- Hans-Joachim Stuck (1951), autocoureur

## Overleden
- Hans Stuck (1900-1978), autocoureur

## Foto's: tussen de grens en Grainau

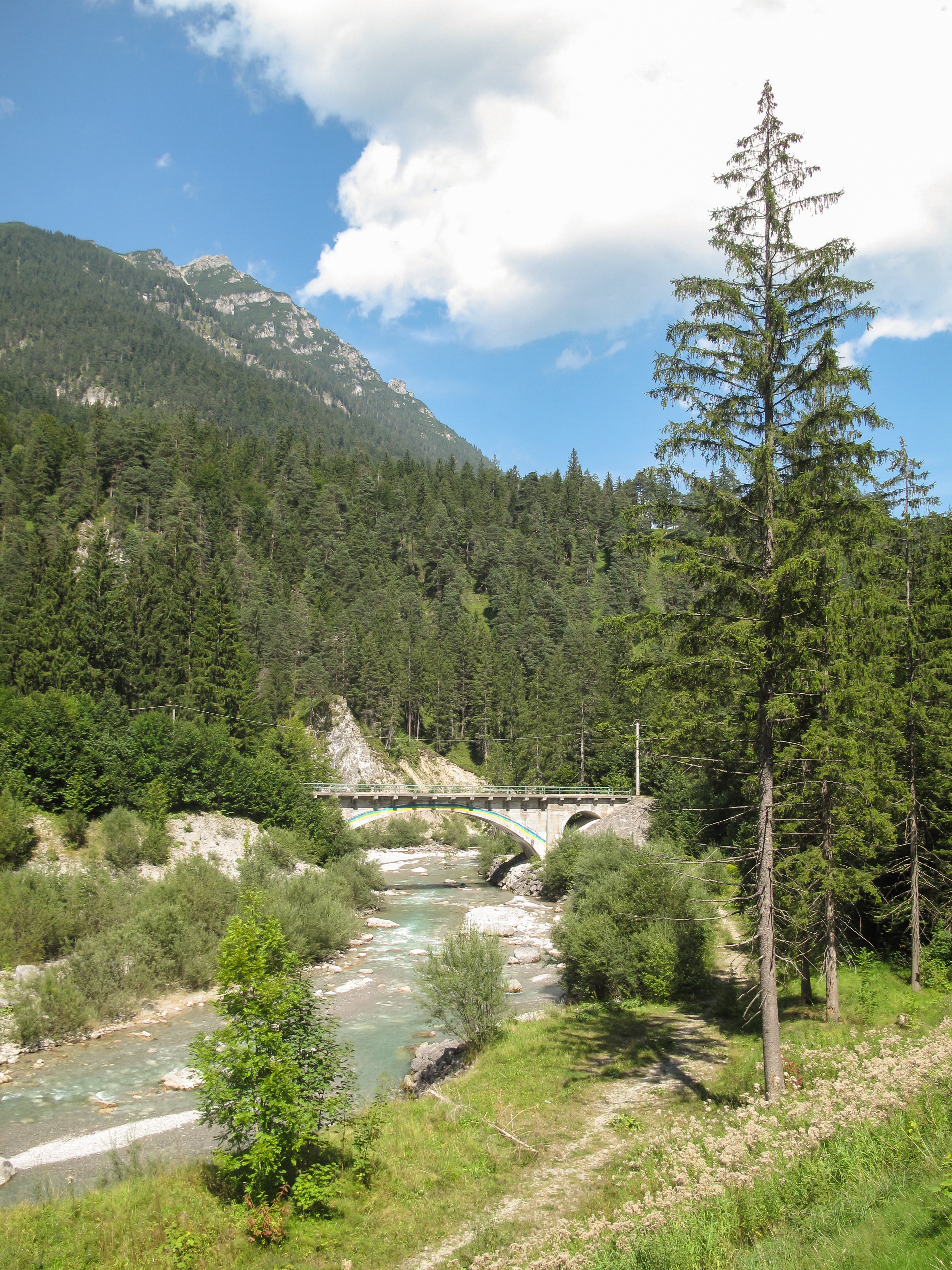
foto 1
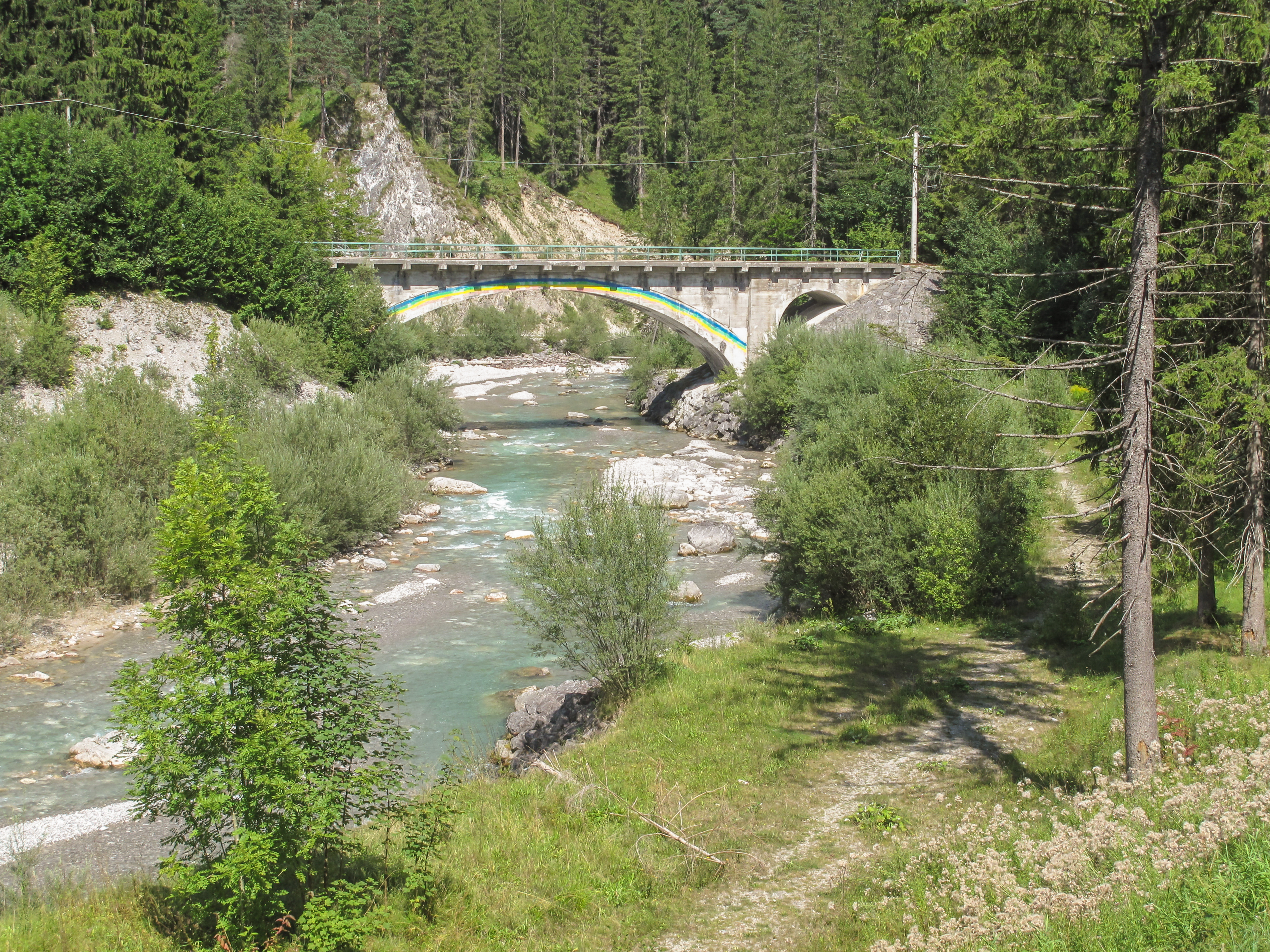
foto 2

Bad Bayersoien ·
Bad Kohlgrub ·
Eschenlohe ·
Ettal ·
Farchant ·
Garmisch-Partenkirchen ·
Grainau ·
Großweil ·
Krün ·
Mittenwald ·
Murnau a.Staffelsee ·
Oberammergau ·
Oberau ·
Ohlstadt ·
Riegsee ·
Saulgrub ·
Schwaigen ·
Seehausen a.Staffelsee ·
Spatzenhausen ·
Uffing a.Staffelsee ·
Unterammergau ·
Wallgau
Gemeentevrij gebied: Ettaler Forst